# Bdelyrus boliviensis
Bdelyrus boliviensis är en skalbaggsart som beskrevs av Cook 1998. Bdelyrus boliviensis ingår i släktet Bdelyrus och familjen bladhorningar. Inga underarter finns listade.